# Nortoides bilobata
Nortoides bilobata är en insektsart som beskrevs av Evans 1972. Nortoides bilobata ingår i släktet Nortoides och familjen dvärgstritar. Inga underarter finns listade i Catalogue of Life.